# سرگی فلرکو
سرگی فلرکو (انگلیسی: Sergey Flerko؛ زادهٔ ۳ اوت ۱۹۷۲) وزنه‌بردار اهل روسیه بود.